# Архіміцети
Архіміце́ти (Archimycetes) — колиншій клас найпростіших мікроскопічних грибів, які або зовсім не мають міцелію і їх тіло складається з однієї, не вкритої оболонкою клітини (Myxochytridiales), або мають слабо розвинений зачатковий міцелій (Mycochytridiales).

## Опис
Нестатеве розмноження відбувається рухливими у воді зооспорами; при статевому процесі зливаються окремі особини або рухливі гамети.
У архіміцетів часто утворюються цисти з товстою оболонкою.
Серед архіміцетів багато паразитів: Olpidium brassicae викликає «чорну ніжку» розсади капусти, Synchytrium endobioticum — збудник картоплі.